# Burg Ronow
Die Reste der Burg Ronow, auch Burg Rohnau (polnisch Zamek Trzciniec) befinden sich 200 Meter nördlich des Dorfes Trzciniec (Rohnau) auf einer Felskuppe am rechten Ufer der Lausitzer Neiße im polnischen Teil der Oberlausitz.

## Geschichte
Die Burg wurde am Anfang des 13. Jahrhunderts durch die Linie von Sittaw (Zittau) aus dem Geschlecht der Hronovice errichtet. Der Name der Burg leitet sich vermutlich von deren Stammvater Hron ab, nach dem auch die ältere Burg Ronov im Böhmischen Mittelgebirge benannt sein soll.
Die erste schriftliche Überlieferung stammt von 1262 und weist einen Conrad von Rhonawe als Burggrafen aus. Der Hauptort der Herrschaft und Landvogtei Ronow, die eine Untergliederung der Herrschaft Zittau bildete, war Hirschfelde. Im Jahre 1268 lässt sich Zdislaw Von Leipa und seine Frau Agnes von Zoyna als Besitzer von Sittaw und des Burgstalles Ronow nachweisen; ihnen wird auch die Stiftung des Franziskanerklosters in Zittau zugeschrieben. Die Bezeichnung als Burgstall in den meisten mittelalterlichen Urkunden bedeutet aber nicht, dass die Burg wüst lag.
Die Burg diente zum Schutz der Handelsstraßen zwischen Görlitz, Zittau und Friedland, die über den Marktflecken Hirschfelde verliefen. Zur Burg gehörte der unterhalb befindliche Meierhof Unterronow.
Um 1270 traten die Leipaer beide Herrschaften an die böhmische Krone ab. Nach dem Tode von Přemysl Ottokar II. erhielt der Vormund des minderjährigen Wenzel II., Otto IV. von Brandenburg diese als Pfand. 1283 gelangten Ronow und Sittaw wieder in den Kronbesitz zurück, als Rudolf I. die Verpfändung wegen Ungültigkeit aufhob.
1310 gab Heinrich VII. im Zuge der Krönung seines Sohnes Johann von Luxemburg dem böhmischen Oberhofmarschall Heinrich von Leipa Zittau und Ronow als alten Familienbesitz zurück. 1319 verpfändete von Leipa die Herrschaft Zittau sowie die Burgen Ronow, Oybin und Schönbuch an Heinrich I. von Jauer als Heiratsgut.
1332 ernannte der Herzog von Jauer Jaroslais von Schlieben zum Burghauptmann des Burgstalles Ronov. Nach dem Tode Heinrichs, der ohne einen Stammhalter verstarb, fiel der Pfand 1346 an die böhmische Krone.
An die Leipaer gelangte Ronow 1389 zurück, als Wenzel IV. seinen aus einer Seitenlinie dieses Geschlechts stammenden Landvogt von Zittau und Görlitz, Anselm von Ronow auf Sandau damit belehnte. Damit endete auch die bisher gemeinsame Geschichte mit der Herrschaft Zittau. Anselm von Ronow verkaufte nach dem Verlust seiner Ämter die Burg an den Markgrafen Jobst von Mähren. Markgraf Jobst übergab die Burg an einen seiner Gefolgsleute aus dem Geschlecht der Berka von Dubá.
Damit wurde Ronow zu einem Raubnest, das sowohl der Markgraf als auch der Burgherr Hinko Berka von Dubá für Überfälle auf die Kaufmannsfuhren am Rosenthaler Berg, in die Besitzungen der Stadt Zittau und auch der anderen Oberlausitzer Sechsstädte als Ausgangspunkt und Schlupfloch benutzte. Als am 11. November 1396 Wenzel IV. an den Landvogt Hincze Pflugk von Rabenstein den Befehl zur Erstürmung der Burg durch den Oberlausitzer Sechsstädtebund erteilt hatte, erreichte Jobst bei seinem Vetter Wenzel eine Aufhebung des Befehls, noch bevor dieser vollzogen werden konnte.
Als die Räubereien kein Ende nahmen, erteilte 1398 der Statthalter Markgraf Prokop von Mähren im Namen Wenzels den Befehl zur Schleifung von Ronow. Im Januar 1399 wurde die Burg im zweiten Belagerungsversuch nach einer Woche erstürmt und bis zu den Grundmauern geschleift.
Von der früher stattlichen Burg ist nur wenig erhalten geblieben. 1794 fanden beim Bau des auf dem Burghof errichteten Forsthauses Rohnau erste Ausgrabungen in der Ruine statt. Dabei wurde ein 7 × 6 m großes und 3,5 m hohes Kellergewölbe freigelegt, von dem man annimmt, dass es sich um das Burgverlies handelte. Den in den Fels getriebenen Burgbrunnen ließ die Stadt Zittau beräumen. Er hat eine Tiefe von 45 m und einen Wasserspiegel von 18 m. Bei den Arbeiten wurden einige Waffen sowie Knochenreste und Simse aus Sandstein aufgefunden.

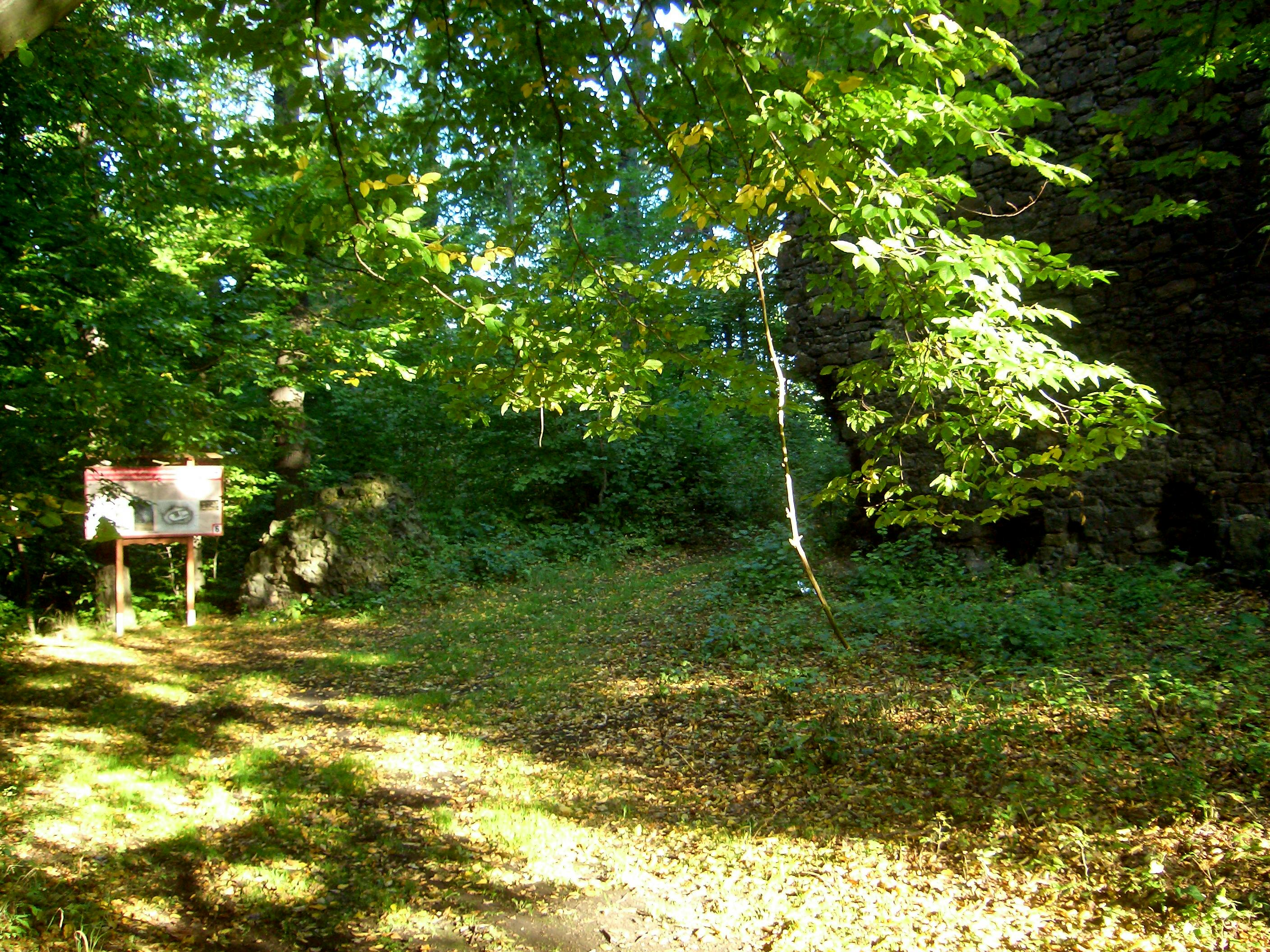
Zugang zur Burg
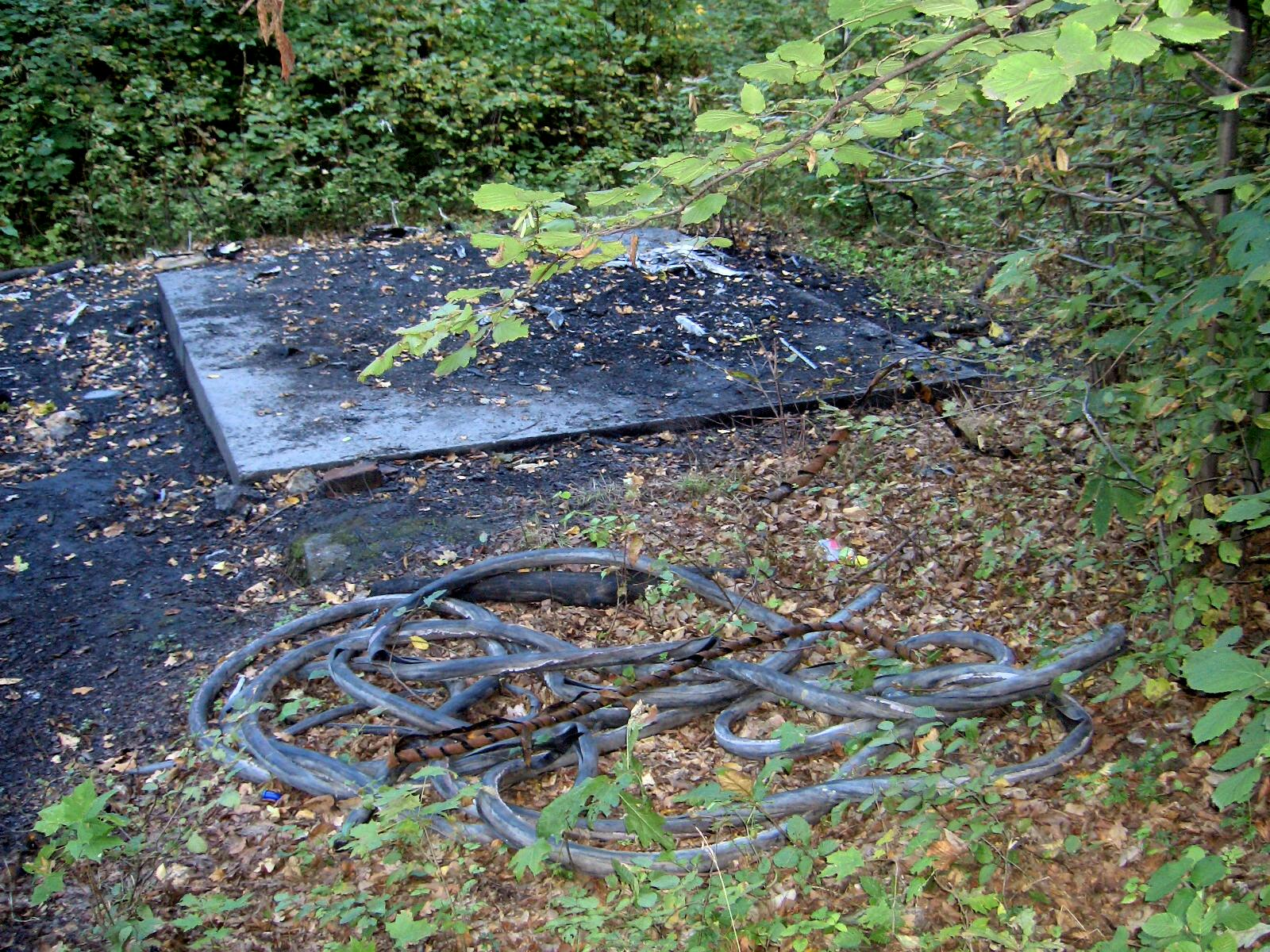
Versiegelter Brunneneingang
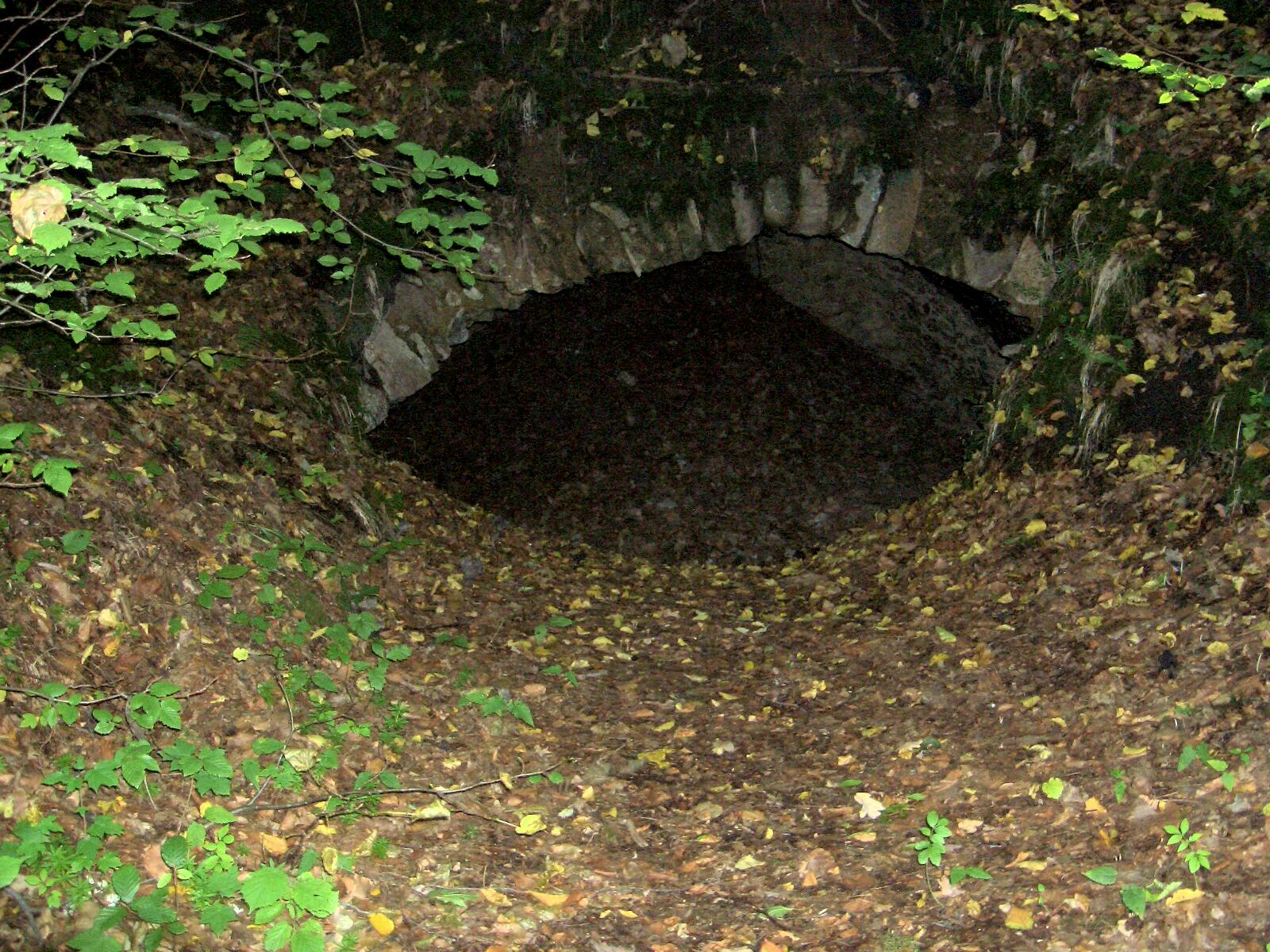
Kellergewölbe
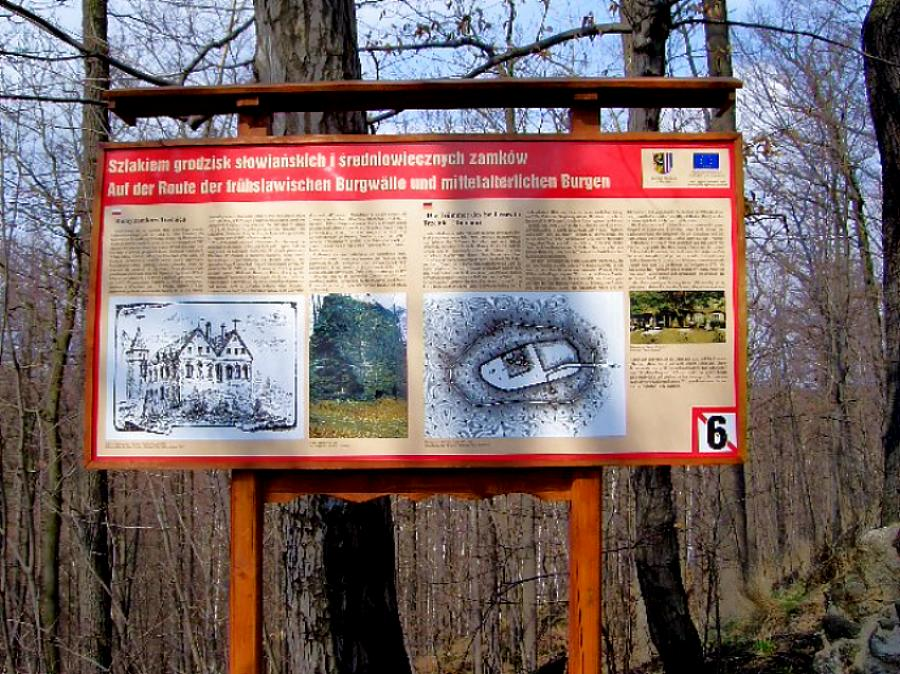
Dokumentation der Geschichte

1840 wurden weitere Untersuchungen des Areals vorgenommen. Um den 125 × 55 m großen Burghof sind neben dem Brunnen noch einige Mauerreste und ein zugeschütteter Wallgraben erhalten.
Im Zuge der touristischen Erschließung des Neißetales erfolgte die Eröffnung einer Ausflugsgaststätte im Forsthaus. Der Burgberg bot wie der südliche Hälterberg einen guten Rundblick zum Isergebirge, Lausitzer Gebirge und Zittauer Gebirge sowie über das Neißetal.
Nach dem Zweiten Weltkrieg wurde die Ausflugsgaststätte geschlossen und die Ruine wurde nur noch selten besucht. Das Forsthaus brannte um 1980 restlos nieder und das Areal um die Ruine verwilderte. Mit dem Beitritt Polens zur Europäischen Union im Jahr 2004 erlangte das Objekt wieder eine gewisse Bedeutung. Die Burgruine Rohnau wurde in die Route der frühslawischen Burgwälle und mittelalterlichen Burgen aufgenommen. Das Projekt wird durch den Landkreis Zgorzelec und die EU finanziert. Seit 2006 finden die Besucher auf dem Gelände eine Tafel über die Geschichte der Burg. Weiterhin wurde der über Jahrzehnte offene und ungesicherte Brunnenschacht mit einer Betondecke versiegelt. Das ehemalige Brunnenhaus ist vermutlich bereits seit Ende des Zweiten Weltkrieges Geschichte und wurde nicht neu errichtet. Die Ausschilderung zum Objekt lässt zu wünschen übrig; Spuren von Vandalismus sind unübersehbar.